# Port Arthur (Texas)
Port Arthur es una ciudad situada en el condado de Jefferson, Texas, Estados Unidos. Tiene una población estimada, a mediados de 2022, de 55 579 habitantes.
Está situada en el extremo sureste del estado, sobre la orilla derecha del río Sabine, que la separa de Luisiana.
Fue fundada por Arthur Stilwell en 1895.
La ciudad tiene varias refinerías y es un importante centro de procesamiento de petróleo.
Port Arthur es vulnerable a los huracanes, que en varias ocasiones han causado graves daños en la zona.
Es el lugar de nacimiento de la cantante Janis Joplin.

## Geografía
La ciudad está ubicada en las coordenadas 29°54′00″N 93°53′40″O / 29.90000, -93.89444 (29.900008, -93.89442). Según la Oficina del Censo de los Estados Unidos, tiene una superficie total de 317.90 km², de la cual 195.67 km² corresponden a tierra firme y 122.23 km² están cubiertos de agua.

## Demografía

### Censo de 2020
Según el censo de 2020, en ese momento la ciudad tenía una población de 56 039 habitantes. La densidad de población era de 286.40 hab./km².
| Raza                   | Núm.   | Porc.  |
| ---------------------- | ------ | ------ |
| Afroamericanos         | 21 320 | 38.04% |
| Blancos                | 13 496 | 24.08% |
| Amerindios             | 539    | 0.96%  |
| Asiáticos              | 3323   | 5.93%  |
| Isleños del Pacífico   | 26     | 0.05%  |
| De otras razas         | 10 605 | 18.92% |
| De una mezcla de razas | 6730   | 12.01% |

Del total de la población, el 37.77% eran hispanos o latinos de cualquier raza.

### Censo de 2010
Según el censo de 2010, en ese momento había 53 818 personas residiendo en la ciudad. La densidad de población era de 144.26 hab./km². El 36.14% de los habitantes eran blancos, el 40.73% eran afroamericanos, el 0.74% eran amerindios, el 5.91% eran asiáticos, el 0.02% eran isleños del Pacífico, el 14.06% eran de otras razas y el 2.4% eran de una mezcla de razas. Del total de la población, el 29.58% eran hispanos o latinos de cualquier raza.